# 奈尔西·克鲁斯
奈尔西·米拉格罗斯·克鲁斯·马丁内斯（西班牙語：Nelsy Milagros Cruz Martínez，1982年8月6日—2025年4月8日) 是多米尼加政治人物，自2020年起担任蒙特克里斯蒂省省长直至2025年去世。她是现代革命党成员，在多米尼加夜总会屋顶坍塌事故中丧生。

## 早期生活
奈尔西·克鲁斯于1982年8月6日出生于蒙特克里斯蒂省拉斯马塔斯德圣克鲁斯。她的童年和青少年时期大部分时间都在拉斯马塔斯度过，她的父母在那里经营着一家深受公共汽车和卡车司机欢迎的商店。这个家庭还有另外两个孩子，分别是奥尔加和棒球运动员尼尔森。后来她在沙冯设计学校学习设计，并搬到了圣地亚哥-德洛斯卡瓦耶罗斯。

## 职业生涯
在2020年总统大选后，现代革命党籍总统路易斯·阿比纳德尔任命克鲁斯为蒙特克里斯蒂省省长，她于2020年8月19日宣誓就职。在她上任的第一年，她在一次电视采访中引发争议地声称，仍在政府职位上任职的多米尼加解放党成员“时日无多”，他们将会被现代革命党的支持者所取代。在政府伦理办公室的谴责后，她对此表示歉意，并声明自担任省长以来，她的行为旨在服务于人民，而不论任何政治立场。
克鲁斯在2023年10月获宣布为2024年大选现代革命党蒙特克里斯蒂参议院席位的候选人，然而她的提名受到了前参议员贝尔纳多·阿莱曼·罗德里格斯的挑战，最终罗德里格斯在2024年5月的选举中赢得了该席位。

## 逝世
克鲁斯于2025年4月8日在圣多明各的夜总会屋顶坍塌事故中受伤，尽管她成功向阿比纳德尔总统通报了这一灾难并获救，但在手术过程中不幸去世，享年42岁。她的葬礼于4月9日在拉斯马塔斯德圣克鲁斯举行，总统阿比纳德尔和第一夫人拉克尔·阿尔巴赫出席了葬礼。